# Tram principal criotècnic

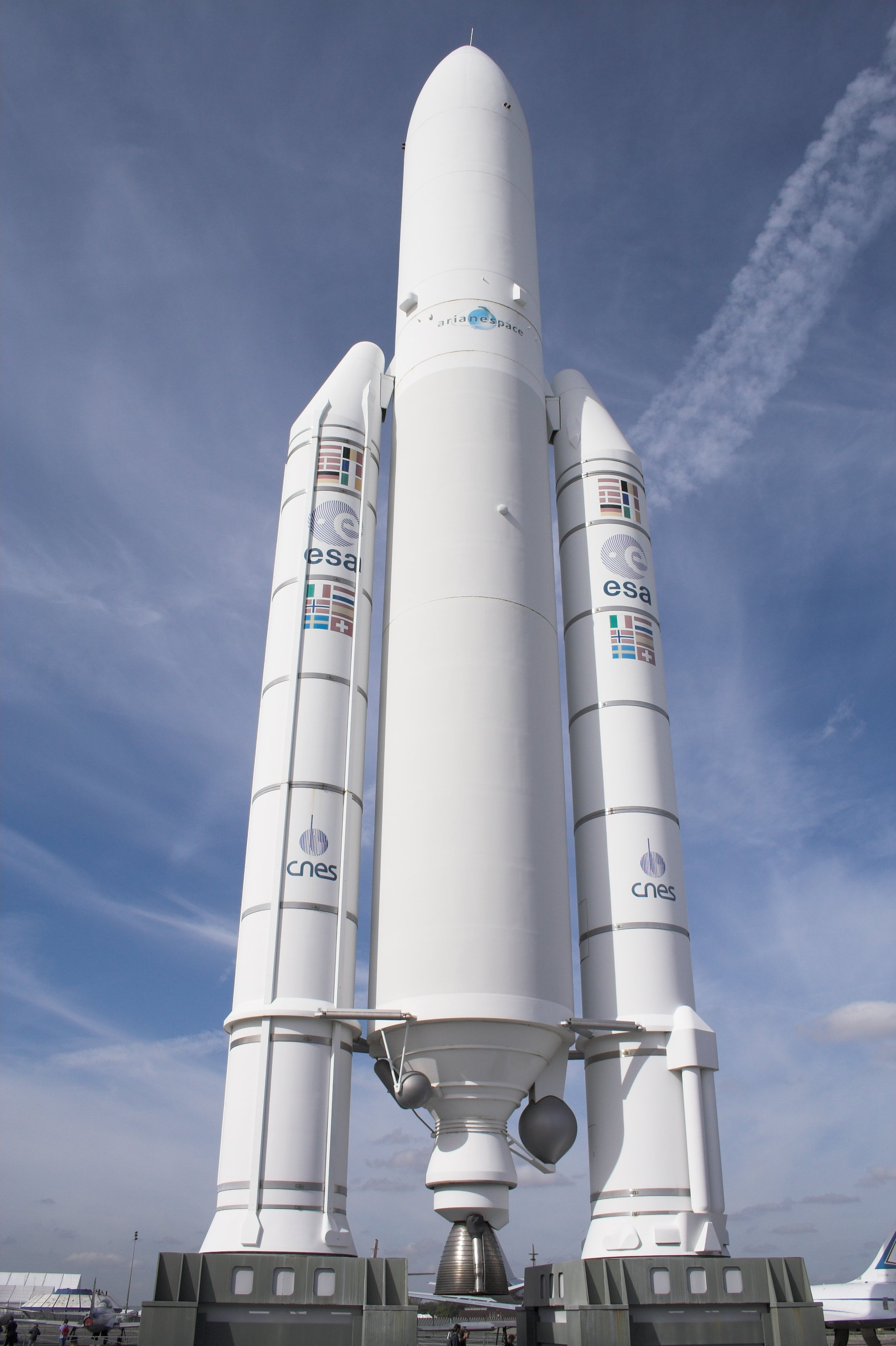
Coet Ariane 5 amb el tram principal criotècnic flanquejat per dos trams d'acceleració de pólvora

El tram principal criotècnic (EPC, del francès étage principal cryotechnique) era una de les dues parts que formaven el fuselatge principal del coet Ariane 5, juntament amb el tram de propergols emmagatzemables (étage à propergols stockables). Tenia un diàmetre de 5,4 metres, feia 30,5 metres d'alçada i era impulsat per un únic motor Vulcain, que només proporcionava un 10% de l'empenyiment a l'enlairament (aproximadament 880 kN). Tanmateix, l'empenyiment del motor anava augmentant i a la segona fase del vol, després de la separació dels trams d'acceleració de pólvora, assolia 1,3 MN, amb un impuls específic de 430 segons.
Com en el transbordador espacial, el motor de coet criogènic s'encenia abans que els coets acceleradors sòlids. Aquests últims no s'encenien fins que s'havia estabilitzat l'empenyiment del motor Vulcain, i una vegada s'havien encès ja no era possible avortar el llançament. El motor criogènic consumeix 133 tones de LOX i 26 de LH2 en una mica menys de deu minuts.